# Luikse diatessaron
Het Luikse diatessaron (Diatessaron Leodiense) of het Luikse leven van Jezus is een diatessaron, een vorm van een evangeliën-harmonie. Het handschrift is geschreven in de periode 1275–1300 en wordt sinds 1824 bewaard in de bibliotheek van de universiteit van Luik. De tekst bestaat uit 245 hoofdstukken en is een doorlopende vertelling van het leven van Jezus, vanaf zijn geboorte tot en met zijn dood, opstanding en hemelvaart. De tekst is gebaseerd op de vier canonieke evangeliën en heeft een chronologische volgorde waarbij de vier evangelisten elkaar als zegsman afwisselen

## Ontstaan
Het manuscript van het Luikse diatessaron is het oudste bewaarde handschrift van een evangeliebewerking in de Lage Landen. Van geen enkel ander prozawerk van voor 1300 zijn ook meer handschriften te vinden. Het Leven van Jezus kende ook een zeer groot verspreidingsgebied van West-Vlaanderen tot Praag.
Op basis van een eigendomskenmerk op het manuscript kan vastgesteld worden dat het in de zestiende eeuw eigendom was van het klooster van de benedictijnen in Sint-Truiden in de huidige Belgische provincie Limburg. De tekst is ook geschreven in een Westlimburgs dialect. Het is denkbaar dat het handschrift in dit klooster is geschreven, maar dat is niet zeker. Volgens De Bruin zou de maker van het werk afkomstig zijn uit hetzij Brabant hetzij Vlaanderen en hij stelt dat het werk duidelijk verankerd is in de Brabants-Vlaamse literatuurtaal van de 13e eeuw. Maar de zaak is nog steeds onbeslist en er bestaat geen eensgezindheid tussen de onderzoekers over de herkomst van het werk. Tot omstreeks 1970 gingen enkele auteurs op het vakgebied uit van de hypothese dat de auteur van het diatessaron Willem van Affligem zou zijn. Daarna werd dit afgezwakt tot een auteur uit de kring van Willem van Affligem. In het tweede decennium van de eenentwintigste eeuw is een grote meerderheid op het vakgebied van opvatting dat er onvoldoende bewijs is voor het benoemen van welke auteur dan ook en blijft de schrijver dus anoniem.

## Meerdere handschriften en redacties
In de negentiende en twintigste eeuw werden meer handschriften gevonden van het Leven van Jezus. Het eerste was een handschrift, duidelijk geschreven in Vlaanderen en dat gedateerd kon worden in 1332. Dit handschrift is nu eigendom van de Württembergische Landesbibliothek in Stuttgart. Het werd toen ook duidelijk dat deze harmonietekst in verschillende tekstversies had bestaan. Er wordt daarom een onderscheid gemaakt tussen een L(uik) -redactie en een S(tuttgart)-redactie. De S-redactie volgt vrij nauwkeurig de tekst van de Vulgaat. De structuur van de tekst heeft ook aanzienlijke gelijkenis met die van de Codex Fuldensis uit de zesde eeuw. De L-redactie is een aanzienlijk vrijere vertaling van de Vulgaat. 
Later werd sprake van een derde vorm van redactie. Deze heeft overeenkomsten met zowel de L-redactie als de S-redactie. Deze handschriften werden als L/S-teksten benoemd. Het Luikse handschrift is het enige in de L-redactie. Een verschil tussen deze tekst en alle andere is dat er hier enkele malen het chronologische verhaal onderbroken wordt door een verteller die in de wij-vorm de lezer enige toelichting geeft.
Er zijn in totaal 12 handschriften van het Leven van Jezus in het Middelnederlands en 13 in het Middelhoogduits gevonden. Er werd lange tijd vanuit gegaan dat de vrijere L-redactie van het Luikse manuscript de oudste tekstversie zou zijn. Sinds het eind van de twintigste eeuw is er echter consensus op het vakgebied dat de oorspronkelijke tekst van de S-redacties ouder moet zijn dan die van het Luikse manuscript, hoewel het wel het oudste handschrift blijft.
De oudste bijbelvertaling in het Middelnederlands is de Zuid-Nederlandse evangelievertaling van ca. 1200. Met hulp van deze vertaling werden perikoopboeken samengesteld en een of meerdere Latijnse harmonieteksten vertaald. De oudste van die vertaalde harmonieteksten is de S-redactie die naderhand bewerkt is tot het Luikse Leven van Jezus.

## Inhoud
Het handschrift bestaat uit drie gedeeltes:
- f1r- f101v: de eigenlijke evangeliënharmonie
- f102r-f111v: een genummerde lijst van hoofdstuktitels
- f111v-f116v: een tabel van de perikopen die in het handschrift zijn opgenomen, met verwijzing naar de bladzijde en het hoofdstuk. Deze tabellen zijn in het Latijn gesteld. Dit deel is een latere toevoeging uit de veertiende eeuw.

## Kopiisten
Er zijn vier handen in de codex herkenbaar. Het eerste gedeelte, de evangeliënharmonie, werd geschreven door een eerste kopiist. Zijn handschrift is duidelijk herkenbaar.
Het tweede gedeelte is geschreven door een latere gebruiker. De indeling van de harmonie en de betiteling en nummering van de hoofdstukken zijn van zijn hand. Deze tweede hand kan men ook herkennen in een aantal verbeteringen in de hoofdtekst. En hier en daar last hij passages in die door de eerste kopiist werden overgeslagen.
De Latijnse tabula van de perikopen zijn van een derde hand. De opsteller van dit gedeelte baseerde zich op de hoofdstukkennummering van de tweede kopiist, dit gedeelte is dus van latere datum.
Een vierde hand kan men herkennen in de haken die aangebracht werden in de tekst om de liturgische lezingen te markeren en die hier en daar in de marge het Latijnse incipit ervan vermeldde. Hier en daar maakte hij door het invoegen van het woord expositio in de marge
duidelijk dat de gemerkte tekst een glosse op de originele evangelietekst was.